# Люкс Интериор
Люкс Инте́риор (англ. Lux Interior [ˈlʌks ɪnˈtɪəriə(r)], настоящее имя — Erick Purkhiser; 21 октября 1946 — 4 февраля 2009) — американский певец, фронтмен и основатель легендарной гаражной панк-группы The Cramps, которую он вплоть до самой смерти возглавлял с женой, гитаристкой Пойзон Айви (Kristy Wallace). Дуэт называл свой стиль psychobilly задолго до того, как термин стал общепринятым, заимствовав его из песни Джонни Кэша. Эрик Пёркхайзер скончался от расслоения аорты 4 февраля 2009 года в Глендейле, Калифорния.

## Дискография

### The Cramps
- Gravest Hits EP (1979, Illegal Records)
- Songs the Lord Taught Us (1980, Illegal Records)
- Psychedelic Jungle (1981, I.R.S. Records)
- Smell of Female (1983, Big Beat Records)
- …Off The Bone (1983, Illegal Records)
- Bad Music for Bad People (1984, I.R.S. Records)
- A Date With Elvis (1986, Big Beat Records)
- Rockin n Reelin in Auckland New Zealand (1987, Vengeance Records)
- Stay Sick (1990, Enigma Records)
- Look Mom, No Head! (1991, Big Beat Records)
- Flame Job (1994, Creation Records)
- Big Beat From Badsville (1997, Epitaph Records)
- Fiends of Dope Island (2003, Vengeance Records)
- How to Make a Monster (2004, Vengeance Records)

### Сольные альбомы
- Purple Knif Show (1984, Skydog/Melodie)